# .af
.afドメインは、インターネットにおける国別コードトップレベルドメイン (ccTLD)の一つで、アフガニスタンに割り当てられている。AFGNIC、UNDP、Islamic Transitional Government of Afghanistanが管理を行っている。

## 第二レベルドメイン
直接第二レベルドメインの登録を行うことも可能であるが、以下のような第二レベルドメインのサブドメインとして登録することもできる。登録料は、第二レベルドメインで登録した場合25ドルと、第三レベルドメインの20ドルより若干割高である。
- com.af - 商業団体
- edu.af - 政府
- gov.af - 政府機関
- net.af - インターネットサービスプロバイダ
- org.af - 非営利団体

## 註
1. ↑  https://nic.af/instruction-fill-registration-form-af
2. ↑  https://nic.af/domain-price